# GRAND FINALE (BREAKERZの曲)
「GRAND FINALE」（グランド・フィナーレ）は、日本のヴィジュアル系ロックバンド・BREAKERZの4作目のシングル。

## 概要
- 前作「Angelic Smile/WINTER PARTY」から約4か月ぶりのシングルで、初の両A面でない単独A面で発売された[1]。
- 表題曲はTBS系列『SUPER SOCCER Plus』のテーマソングと全国独立放送協議会『MU-GEN』のエンディングテーマにそれぞれ起用された。TBSテレビ系列のタイアップを担当するのは「SUMMER PARTY」以来3作ぶり、『MU-GEN』のタイアップを担当するのは3作連続通算3度目となった。また、単曲で複数のタイアップを担当するのも3作連続である。
- ジャケットの異なる初回限定盤Aと初回限定盤B、通常盤の3形態で発売された。特典として初回限定盤Aには表題曲のミュージッククリップとミュージッククリップの告白シーンを収録したDVDが、初回限定盤Bには表題曲のライブ映像とオフショット映像を収録したDVDが同梱された。また、通常盤のみ全3種類のピクチャーレーベル仕様で表題曲のボーカルレスバージョンが追加収録された。なお、全形態購入者特典として5組10名に抽選で『BREAKERZ LIVE TOUR 2009 GRAND FINALE ～青春デイズ～』のバックステージ招待券がプレゼントされた[1][2][3][4]。
- オリコンデイリーチャート初登場4位[5]、週間チャート初登場6位を獲得。4作連続でトップ10入りを果たした。

## 収録曲
| #  | タイトル                                | 作詞    | 作曲    | 編曲               |
| -- | --------------------------------------- | ------- | ------- | ------------------ |
| 1. | 「GRAND FINALE」                        | DAIGO   | DAIGO   | BREAKERZ           |
| 2. | 「Smile in Tears」                      | AKIHIDE | AKIHIDE | BREAKERZ           |
| 3. | 「ダンデライオン 〜Acoustic Version〜」 | DAIGO   | DAIGO   | 小野塚晃、BREAKERZ |
| 4. | 「GRAND FINALE 〜Vocalless Version〜」  |         | DAIGO   | BREAKERZ           |

### 解説
1. GRAND FINALE
青春と卒業をテーマに制作された楽曲[3][5]。
ミュージッククリップは仙台育英学園高等学校で撮影された。
2. Smile in Tears
3. ダンデライオン 〜Acoustic Version〜
2ndアルバムの収録曲のアコースティックバージョン[2]。
4. GRAND FINALE 〜Vocalless Version〜
通常盤にのみ収録されている、表題曲のボーカルレスバージョン。

## 参加ミュージシャン
BREAKERZ
- DAIGO：Vocal & Chorus (#1〜3)
- AKIHIDE：Guitar & Chorus (全曲)、Synth Programming (#1,2,4)
- SHINPEI：Guitar & Chorus (全曲)、Synth Programming (#1,2,4)

Support Musician
- 永井利光：Drums (#1,4)
- 満園英二：Drums (#2)
- IKUO：Electric Bass (#1,4)
- 満園庄太郎：Electric Bass (#2)
- 小野塚晃：Programming (#3)

## タイアップ
- TBS系列スポーツ情報番組『SUPER SOCCER Plus』2009年1〜3月度テーマソング (#1)
- 全国独立放送協議会音楽番組『MU-GEN』2009年2月度エンディングテーマ (#1)

## 収録アルバム
- FIGHTERZ (#1)
- B.R.Z ACOUSTIC (#3)
- BREAKERZ BEST 〜SINGLE COLLECTION〜 (#1,2)